# Groslée-Saint-Benoît
Groslée-Saint-Benoît és un "municipi nou" ("commune nouvelle") francès del departament d'Ain, a la regió Alvèrnia-Roine-Alps.

## Història
Va ser creat l'1 de gener de 2016, en aplicació d'una resolució del prefecte d'Ain de 30 de desembre de 2015 amb la unió dels municipis de Groslée i Saint-Benoît, passant a quedar situat l'ajuntament en l'antic municipi de Saint-Benoît.

## Demografia
| Gràfica d'evolució de Groslée-Saint-Benoît entre 1800 i 2013 |
|                                                              |

Les dades entre 1800 i 2013 són el resultat de sumar els parcials dels dos municipis que formen el nou municipi de Groslée-Saint-Benoît, les dades del qual s'han agafat de 1800 a 1999, pels municipis de Groslée i Saint-Benoît de la pàgina francesa EHESS/Cassini. Els altres dades s'han agafat de la pàgina del INSEE.

## Composició
| Comunadelegada | CódigoINSEE | Població(2013) | Superfície(km²) | Densitat(hab./km²) |
| -------------- | ----------- | -------------- | --------------- | ------------------ |
| Groslée        | 01182       | 361            | 7.27            | 50                 |
| Saint-Benoît   | 01338       | 819            | 21.65           | 38                 |